# Aerotec Escuela de Pilotos
AEROTEC es un centro de formación aeronáutica que comenzó su actividad en el Aeropuerto de Madrid-Cuatro Vientos en 1993, siendo la escuela de pilotos más antigua de España.
Su sede central está ubicada en ese mismo aeropuerto aunque posteriormente debido a su crecimiento se abrieron bases en Palma de Mallorca (1995), Sevilla (1995), Santa Cruz de Tenerife (1996), Málaga (2000), y Las Palmas de Gran Canaria (2001).
El presidente de Aerotec a fecha de 2017 es Tomás Marqués.

## Flota
- 11 aviones modelo CESSNA C-172
- 12 aviones avanzados modelo PIPPER PA-28 ARROW
- 5 bimotores modelo PIPPER PA-34 SENECA TURBODIESEL
- 2 aviones avanzados NRG modelo DIAMOND DA40 - 180

Equipo humano:
- Tomás Marqués (presidente)
- Adolfo Marqués (gerente)
- Ignacio Arribas (Head Training)
- Angel Quijano (Chief Ground Instructor)
- Antonio Bernués (jefe de base de Palma de Mallorca)
- Jorge Gallego (jefe de vuelos de la base de Cuatro Vientos)
- Vicente Auden (jefe de la base de Sevilla)
- Milagros Martín (jefe de la base de Tenerife)

AEROTEC pertenece a varias asociaciones nacionales e internacionales como EAAPS y AEFA.